# أوكان يلماز
أوكان يلماز (بالتركية: Okan Yılmaz)‏ (16 مايو 1978 في تركيا - ) هو مدرب كرة قدم ولاعب كرة قدم تركي في مركز الهجوم. شارك مع منتخب تركيا تحت 21 سنة لكرة القدم ومنتخب تركيا لكرة القدم. أما مع النوادي، فقد لعب مع ألانيا سبور وأوردو سبور وبورصا سبور وقونيا سبور وBüyükçekmece Tepecikspor ‏ وملطية سبور وصقارية سبور ‏ وİnegölspor ‏ وPanthrakikos F.C. ‏ وديار بكر سبور ‏ وVanspor F.K. ‏.

## وصلات خارجية
- أوكان يلماز على موقع الاتحاد الدولي (مؤرشف)  (الإنجليزية)
- أوكان يلماز على موقع اتحاد تركيا (لاعب) (الإنجليزية)
- أوكان يلماز على موقع اتحاد تركيا (مدرب) (الإنجليزية)
- أوكان يلماز على موقع قاعدة بيانات كرة القدم.إي يو (الإنجليزية)
- أوكان يلماز على موقع ناشيونال فوتبول تيمز (الإنجليزية)
- أوكان يلماز على موقع عالم كرة القدم.نت (الإنجليزية)